# جيمس إل. هاريس
جيمس إل. هاريس (بالإنجليزية: James L. Harris)‏ هو عسكري أمريكي، ولد في 27 يونيو 1916 في هيلزبورو في الولايات المتحدة، وتوفي في 7 أكتوبر 1944 في Vagney ‏ في فرنسا.